# Одореу
Одореу (рум. Odoreu) — село у повіті Сату-Маре в Румунії. Адміністративний центр комуни Одореу.
Село розташоване на відстані 443 км на північний захід від Бухареста, 8 км на схід від Сату-Маре, 122 км на північ від Клуж-Напоки.

## Населення
За даними перепису населення 2002 року у селі проживали 4483 особи.
Національний склад населення села:
| Національність | Кількість осіб | Відсоток |
| -------------- | -------------- | -------- |
| румуни         | 3221           | 71,8%    |
| угорці         | 1079           | 24,1%    |
| цигани         | 163            | 3,6%     |
| німці          | 16             | 0,4%     |

Рідною мовою назвали:
| Мова      | Кількість осіб | Відсоток |
| --------- | -------------- | -------- |
| румунська | 3229           | 72,0%    |
| угорська  | 1245           | 27,8%    |
| німецька  | 6              | 0,1%     |